# Corozal Town
Pour les articles homonymes, voir Corozal.
Corozal Town est une petite ville du nord du Belize, capitale du District de Corozal.

## Géographie
Corozal Town est située au fond de la baie du même nom, qui est incluse dans la baie de Chetumal, partagée entre le Belize et le Mexique. La ville n'est d'ailleurs qu'à 13 km de la frontière.

## Histoire
Bien que la ville ne fut fondée qu'en 1849, les Mayas étaient déjà présents dans la région depuis -1500.
La ville actuelle fut créée par des victimes de la guerre des castes venus du Yucatán qui luttait alors pour son indépendance. Ils la nommèrent d'abord "cohune", nom d'un palmier symbolisant la fertilité.
Corozal Town fut détruite par le cyclone Janet (en) en 1955.

## Politique et administration
| Période | Période  | Identité         | Étiquette | Qualité |
| ------- | -------- | ---------------- | --------- | ------- |
| 1997    | 1999     | Cornelio Acosta  | PUP       |         |
| 1999    | 2006     | Mario Narvaez    | PUP       |         |
| 2006    | 2018     | Hilberto Campos  | UDP       |         |
| 2018    | en cours | Rigoberto Vellos | PUP       |         |

## Lieux et monuments
La ville, typiquement mexicaine, ne possède pas de patrimoine touristique et l'intérêt de Corozal Town réside dans les deux sites mayas tout proches, San Rita et surtout Cerros.